# Guillaume Ier (roi des Pays-Bas)
Pour les articles homonymes, voir Guillaume Ier, Guillaume d'Orange et Guillaume des Pays-Bas.
Guillaume Frédéric d'Orange-Nassau (Willem Frederik van Oranje-Nassau en néerlandais), né le 24 août 1772 à La Haye et mort le 12 décembre 1843 à Berlin, est prince souverain des Pays-Bas de 1813 à 1815, puis roi des Pays-Bas sous le nom de Guillaume Ier  et simultanément duc puis grand-duc de Luxembourg de 1815 à 1840. Il fut également duc de Limbourg après la scission du Limbourg par le traité des XXIV articles du 19 avril 1839.

## Lignage
Guillaume Ier est le fils de Guillaume V d'Orange-Nassau et de Wilhelmine de Prusse. Il appartient à la sixième branche (Nassau-Dietz) issue de la seconde branche (Nassau-Dillenbourg) de la maison de Nassau. Cette lignée de Nassau-Dietz, aujourd'hui Orange-Nassau, appartient à la tige ottonienne qui donna des stathouders à la Flandre, la Hollande, la Frise, la Zélande, la Gueldre, un roi d'Angleterre et d'Écosse en la personne de Guillaume III d'Orange-Nassau, et des rois et reines aux Pays-Bas. Il est l'ancêtre du roi Guillaume-Alexandre.

## Biographie

### Royaume uni des Pays-Bas et grand-duché de Luxembourg
Lorsque les troupes françaises quittent les Pays-Bas en 1813, un gouvernement provisoire prit le pouvoir. Celui-ci était formé par le comte Leopold van Limburg Stirum, Frans Adam van der Duyn van Maasdam (en) et Gijsbert Karel van Hogendorp. Ceux-ci invitèrent le prince Guillaume afin de lui offrir le trône des Pays-Bas. Il refusa une première fois le trône en décembre 1813. Les grandes puissances européennes souhaitant disposer d'un rempart contre les éventuelles nouvelles ambitions expansionnistes françaises, décident de créer un nouvel État tampon entre la France et la Prusse. C'est ainsi que, le 15 mars 1815, le royaume uni des Pays-Bas voit le jour dont Guillaume accepte le trône et se proclame roi.
En plus de ce nouveau royaume, Guillaume se voit attribuer le grand-duché de Luxembourg par l'article 67 de l'acte final du congrès de Vienne du 9 juin 1815 :

« La partie de l'ancien duché de Luxembourg, comprise dans les limites spécifiées par l'article suivant, est également cédée au prince souverain des Provinces-Unies, aujourd'hui roi des Pays-Bas, pour être possédée à perpétuité par lui et ses successeurs en toute propriété et souveraineté. Le souverain des Pays-Bas ajoutera à ses titres celui de grand-duc de Luxembourg, et la faculté est réservée à sa majesté de faire, relativement à la succession dans le grand-duché, tel arrangement de famille entre les princes, ses fils, qu'elle jugera conforme aux intérêts de sa monarchie et à ses intentions paternelles.
Le grand-duché de Luxembourg servant de compensation pour les principautés de Nassau-Dillenbourg, Siegen, Hadamar et Dietz, formera un des États de la Confédération germanique, et le prince roi des Pays-Bas entrera dans le système de cette confédération comme grand-duc de Luxembourg, avec toutes les prérogatives et privilèges dont jouiront les autres princes allemands.
La ville de Luxembourg sera considérée sous le rapport militaire comme forteresse de la confédération. Le grand-duc aura toutefois le droit de nommer le gouverneur et commandant militaire de cette forteresse, sauf l'approbation du pouvoir exécutif de la confédération, et sous telles autres conditions qu'il sera jugé nécessaire d'établir en conformité de la constitution future de ladite confédération. »

Le Luxembourg, élevé au rang de grand-duché, était indépendant (et faisait en superficie le double du grand-duché actuel) mais son souverain était le roi des Pays-Bas. Ce royaume avait donc les limites du Benelux (hors les cantons de la Belgique orientale alors prussiens) actuel mais sous un unique souverain conservateur et protestant, comme le sera d'ailleurs également Léopold Ier de Belgique.
Le Luxembourg, promu au rang de grand-duché, qui devenait indépendant et membre de la Confédération germanique, lui était remis à titre personnel, en compensation de ses pertes patrimoniales dans l'espace allemand (à l'est de Coblence) au profit de la Prusse qui s'était étendue en Rhénanie.
Il tenta d'unir les peuples des anciennes Provinces-Unies, des Pays-Bas autrichiens et de la principauté de Liège, par une politique favorisant le développement économique. Souverain d'un royaume dont les populations méridionales étaient catholiques, il signa en 1827 un concordat avec le pape Grégoire XVI.
Ainsi, il décida de la canalisation de la Sambre, le creusement des canaux Gand-Terneuzen, Bruxelles-Charleroi, Meuse-Moselle et autres. Il a aussi fondé des universités d'État à Liège, Gand et Louvain.
Cependant, sa politique autocratique et anticléricale provoque l'hostilité de l'Église catholique et le mécontentement des futurs Belges envers ce roi protestant. Néanmoins, après l'indépendance de la Belgique, ils choisirent un nouveau roi lui aussi protestant : Léopold Ier de Saxe-Cobourg-Gotha.

### Politique de développement dans les Pays-Bas méridionaux

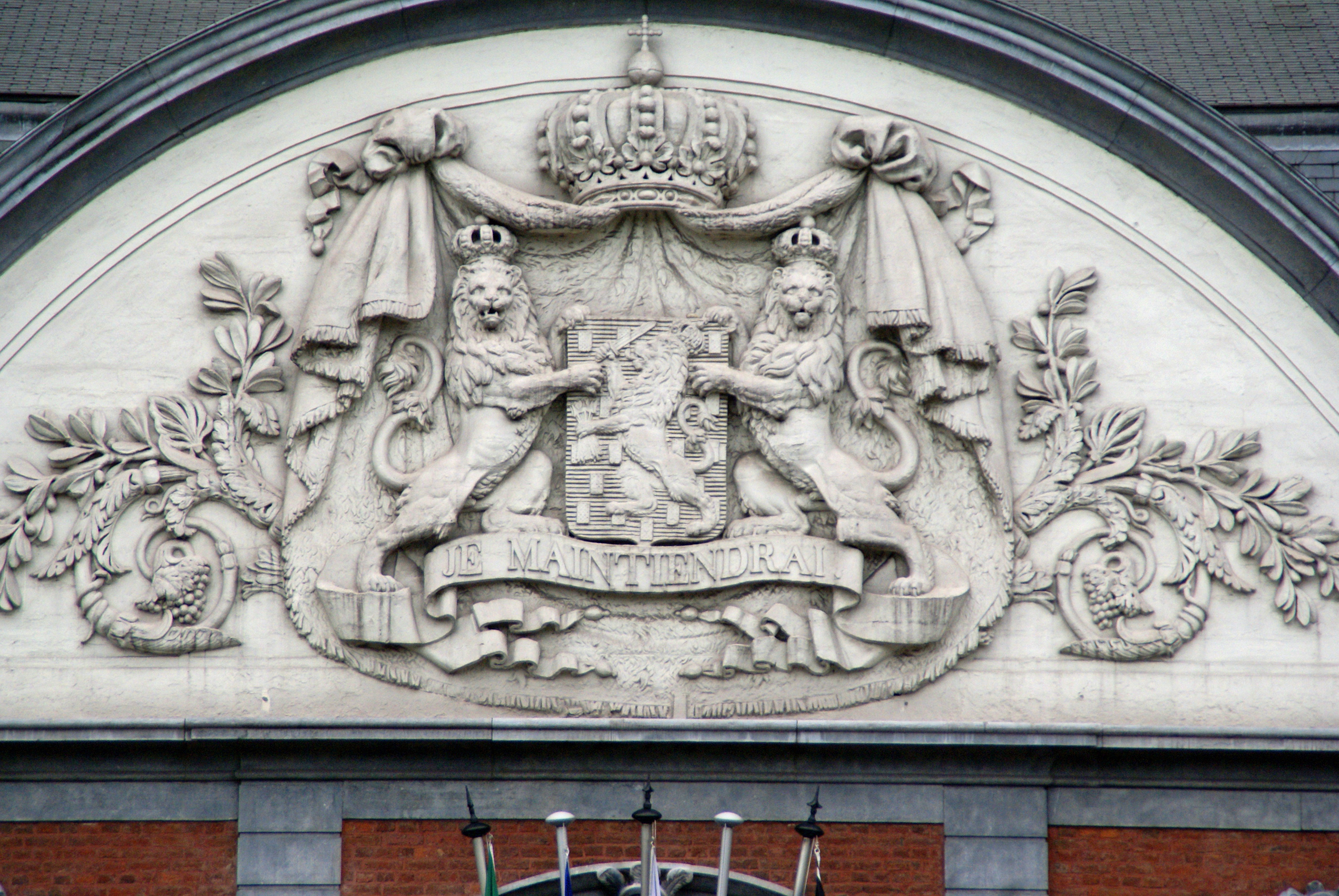
Armes néerlandaises sur le château de Seraing, l'ancien palais d'été des princes évêques, dit château Cockerill, avec la devise « Je maintiendrai ».

Le projet de loi fondamentale du Royaume uni des Pays-Bas proposé au vote en 1815 est refusé par six des neufs futures provinces de la Belgique : seuls les anciens départements réunis de la Meuse-Inférieure (future province de Limbourg) et de l'Ourthe (future province de Liège) ainsi que le grand-duché de Luxembourg, votent « pour ». Malgré cela, le roi Guillaume Ier jette les bases de la future prospérité économique de la Belgique, qui deviendra brièvement le deuxième économie mondiale après son indépendance, en investissant massivement dans les Pays-Bas méridionaux. 
Il favorise en effet l'installation d'industriels, tels que John Cockerill, et son gouvernement contribue à améliorer les voies navigables par le creusement de canaux, tels que le canal Bruxelles-Charleroi ou le canal de Gand-Terneuzen. En 1817, il fonde trois université d'état dans les huit provinces du sud pays : l'université de Gand l'université de Liège et l'université de Louvain.
Après la révolution belge de 1830, le roi Guillaume compte de nombreux soutiens parmi les bourgeois du mouvement orangiste.

### Révolution belge
Après la révolution belge principalement dirigée contre son régime, et qui mène à la proclamation de l'indépendance de la Belgique du royaume uni des Pays-Bas le 4 octobre 1830, il se porte candidat au trône de Belgique, mais sa candidature est unanimement rejetée par les belges après que le Congrès national belge n'ait voté l'exclusion à perpétuité des membres de la maison d'Orange-Nassau du trône de Belgique par le décret constitutionnel du 24 novembre 1830. Son fils, Guillaume II, prince d'Orange, tentera de faire de même en soutenant le mouvement orangiste lors de ses tentatives de coup d'état, comme à Gand en 1831, mais en vain.
Au cours de la guerre belgo-néerlandaise, Guillaume Ier tente de reconquérir la Belgique par les armes, mais celle-ci, bénéficiant du soutien de la France de la monarchie de Juillet, déclare son indépendance et met à sa tête un prince soutenu par le Royaume-Uni, Léopold de Saxe-Cobourg-Saalfeld, qui est oncle de la future reine Victoria et épouse en 1832 Louise-Marie d'Orléans, fille aînée de Louis-Philippe Ier, roi des Français.
Toutefois, les Pays-Bas (amputés d'une partie du Limbourg) et le grand-duché de Luxembourg (amputé de sa moitié occidentale) restent unis sous le règne de Guillaume Ier qui n'accepte cet état de fait qu'en 1838 et signe en ce sens le traité des XXIV articles le 19 avril 1839.
Vaincu et contesté, Guillaume Ier abdique en 1840 pour pouvoir se remarier avec la femme de son choix, une dame catholique originaire de Maastricht, Henriette d'Oultremont. Il reprend alors le titre de comte de Nassau.

## Titres
- Prince d'Orange-Nassau
- Marquis de Veere et Flessingue
- Comte de Buren, Culembourg, Leerdam et Vianden
- Vicomte d'Anvers
- Baron de Aggeris, Bréda, Cranendonck, Pays de Cuijk, Daesburg, Eindhoven, Grave, De Lek, IJsselstein, Diest, Grimbergen, Herstal, Warneton, Arlay et Nozeroy
- Seigneur héréditaire d'Ameland
- Seigneur de Baarn, Bredevoort, Borculo, Mont-Sainte-Gertrude, Hooge en Lage Zwaluwe, Klundert, Lichtenvoorde, Liesveld, 't Loo, Montfort, Naaldwijk, Niervaart, Polanen, Steenbergen, Sint-Maartensdijk, Soest, Ter Eem, Turnhout, Willemstad, Zevenbergen, Bütgenbach, Saint-Vith et Besançon.

## Mariage et descendance
En 1791, il épouse Wilhelmine de Prusse (1774 – 1837), fille de Frédéric-Guillaume II de Prusse. Six enfants sont nés de cette union :
- Guillaume II, roi des Pays-Bas (1792 – 1849), épousa en 1816 Anna Pavlovna de Russie (1795 – 1865), fille du tsar Paul Ier de Russie ;
- un enfant mort-né en 1795 ;
- Frédéric d'Orange-Nassau (1797 – 1881), en 1825 il épouse Louise de Prusse (1808 – 1870), fille de Frédéric-Guillaume III de Prusse, dont quatre enfants ;
- Pauline d'Orange-Nassau (1800 – 1806) ;
- un enfant mort-né en 1806 ;
- Marianne d'Orange-Nassau (1810 – 1883), en 1830 elle épouse le prince Albert de Prusse (1809 – 1872), divorcés en 1849, puis épouse morganatiquement en secondes noces Johannes van Rossum (de) (1809 – 1873).

Après son abdication, il épouse en secondes noces à Berlin le 17 février 1841 Henriette d'Oultremont, originaire de Maastricht, qui était sa maîtresse depuis 1810.